# Układ środka masy
Układ środka masy (pewnego układu ciał) – inercjalny układ odniesienia, w którym środek masy układu ciał pozostaje w spoczynku. W tym układzie odniesienia pęd całkowity układu ciał (wektorowa suma pędów wszystkich elementów układu) wynosi zero.
{\displaystyle \sum _{i}^{n}{\vec {p}}_{i}=0}
Układ ten odgrywa istotną rolę w analizie zderzeń sprężystych ciał, ponieważ w takim układzie najłatwiej jest obliczyć prędkości końcowe ciał. Wygodnie jest stosować go również do analizy kreacji cząstek elementarnych.

## Relacja z innymi układami inercjalnymi
Względem dowolnego inercjalnego układu odniesienia położenie środka masy n ciał można wyznaczyć ze wzoru
{\displaystyle r={\frac {\sum \limits _{k=1}^{n}{r_{k}m_{k}}}{\sum \limits _{k=1}^{n}{m_{k}}}}={\frac {\sum \limits _{k=1}^{n}{r_{k}m_{k}}}{M}}}
gdzie
r – wektor położenia środka masy układu ciał względem innego układu odniesienia,
rk – wektor położenia k-tego ciała względem tego układu,
m – masa k-tego ciała,
M – masa układu ciał.
Po obliczeniu pochodnej można otrzymać
{\displaystyle v={\frac {\sum \limits _{k=1}^{n}{v_{k}m_{k}}}{M}}={\frac {\sum \limits _{k=1}^{n}{p_{k}}}{M}}}
gdzie
v i vk – prędkości, odpowiednio, całego układu i poszczególnych jego elementów,
pk – pędy poszczególnych elementów układu ciał.

## Energia zderzenia w układzie środka masy
W przypadku zderzających się ciał całkowita energia kinetyczna zderzenia osiąga w układzie środka masy najmniejszą wartość. Energię tę nazywamy energią efektywną zderzenia. Różnica pomiędzy energią efektywną a energią kinetyczną w układzie, w którym jedna z cząstek spoczywa jest szczególnie duża dla cząstek relatywistycznych. Na przykład dla oddziaływania proton-proton, gdy jeden z protonów spoczywa a drugi ma energię 200 GeV, efektywna energia oddziaływania wynosi tylko 10 GeV. Dlatego w eksperymentach akceleratorowych bardzo efektywną metodą jest tzw. metoda wiązek przeciwbieżnych. Wówczas układ laboratoryjny jest układem środka masy i suma energii obu wiązek jest energią efektywną.

## Kąt rozproszenia
Jeżeli cząstka o masie m1 rozpraszana jest na nieruchomej cząstce o masie m2 i m1 > m2, to cząstka może ulec rozproszeniu o kąt α spełniający warunek –π/2 < α < π/2. Natomiast w układzie środka masy kąt rozproszenia β może być dowolny. Oba kąty wiąże relacja
{\displaystyle tg\alpha ={\frac {\sin \beta }{{\frac {m_{1}}{m_{2}}}+\cos \beta }}}